# 金大中コンベンションセンター駅
金大中コンベンションセンター駅（キム・デジュン コンベンションセンターえき）は、大韓民国光州広域市西区馬勒洞にある光州都市鉄道1号線の駅である。駅番号は(114)。

## 駅構造
- 相対式ホーム2面2線の地下駅。
  - ホームドア設置駅。

## 駅周辺
- 金大中コンベンションセンター（朝鮮語版） - 駅名の由来となった施設。韓国の第15代大統領を務めた金大中氏にちなんで命名された。
- 全南高等学校
- 5.18自由公園
- 治坪初等学校
- 治平洞住民センター

## 歴史
- 2008年4月11日 - 開業。

## 隣の駅
光州交通公社
●1号線
尚武駅 (113) ‐  金大中コンベンションセンター駅 (114) - 空港駅 (115)